# Lars G:son Berg
Lars G:son Berg, Lars Axel Gottfriedsson Berg, född 23 mars 1918 i Hedvig Eleonora församling, Stockholm, död 1993, var en svensk diplomat.
Lars G:son Berg var son till civilingenjör Gottfried Berg och Gunhild Hahn. Han var konsul vid Sveriges legation i Budapest 1944-45. Han kom till Ungern den 4 september 1944 i slutskedet av andra världskriget som attaché vid legationens avdelning för skyddsmaktsuppdrag, den så kallade B-avdelningen. Han var Raoul Wallenberg och Valdemar Langlet behjälplig att rädda förföljda judar undan tyska SS och ungerska pilkorsare under de sista kaotiska månaderna av andra världskriget i Ungern och över Röda arméns befrielse av Budapest.
Berg var frustrerad över svenska utrikesdepartementets enligt honom bristfälliga efterforskningar om Raoul Wallenbergs försvinnande i rysk fångenskap 1945 och skrev 1949 boken Vad hände i Budapest? om deras gemensamma tid där. Den tryckta upplagan köptes inom två veckor upp av okända, och omständigheterna runt detta har aldrig blivit klarlagda. Boken trycktes om 1983 med tillägg under titeln Boken som försvann.
Lars G:son Berg tilldelades 1982 den israeliska utmärkelsen Rättfärdig bland folken.

## Se vidare
- Förintelsen i Ungern